# アレク・マーシュ
アレク・タイラー・マイケル・マーシュ（Alec Tylar Michael Marsh, 1998年5月14日 - ）は、アメリカ合衆国ウィスコンシン州ミルウォーキー出身のプロ野球選手（投手）。右投右打。MLBのカンザスシティ・ロイヤルズ所属。

## 経歴
2019年のMLBドラフト2巡目（全体70位）でカンザスシティ・ロイヤルズから指名され、プロ入り。契約後、傘下のパイオニアリーグのルーキー級アイダホフォールズ・チュカーズでプロデビュー。13試合に先発登板して0勝1敗、防御率4.05、38奪三振を記録した。
2020年はCOVID-19の影響でマイナーリーグの試合が開催されなかったため、公式戦の登板は無かった。
2021年はAA級ノースウエストアーカンソー・ナチュラルズでプレーし、6試合に先発登板して1勝3敗、防御率4.97、42奪三振を記録した。オフにはアリゾナ・フォールリーグに参加し、サプライズ・サグアロスに所属した。
2022年はAA級ノースウエストアーカンソーとAAA級オマハ・ストームチェイサーズでプレーし、2チーム合計で27試合に先発登板して2勝16敗、防御率6.88、156奪三振を記録した。オフの11月15日にメジャー契約を結んで40人枠入りした。
2023年はAA級ノースウエストアーカンソーで開幕を迎えた。その後、AAA級オマハを経て6月29日に翌日にメジャー昇格することが報じられ、当日昇格してロサンゼルス・ドジャース戦にて先発でメジャーデビュー（4回5失点で敗戦投手）。この年メジャーでは17試合（先発8試合）に登板して3勝9敗1セーブ、防御率5.69、85奪三振を記録した。

## 選手としての特徴
フォーシームに加え、スライダー、カーブ、シンカー、チェンジアップを駆使した投球を見せる。

## 詳細情報

### 年度別投手成績
| 年 度    | 球 団    | 登 板 | 先 発 | 完 投 | 完 封 | 無 四 球 | 勝 利 | 敗 戦 | セ 丨 ブ | ホ 丨 ル ド | 勝 率 | 打 者 | 投 球 回 | 被 安 打 | 被 本 塁 打 | 与 四 球 | 敬 遠 | 与 死 球 | 奪 三 振 | 暴 投 | ボ 丨 ク | 失 点 | 自 責 点 | 防 御 率 | W H I P |
| -------- | -------- | ----- | ----- | ----- | ----- | -------- | ----- | ----- | -------- | ----------- | ----- | ----- | -------- | -------- | ----------- | -------- | ----- | -------- | -------- | ----- | -------- | ----- | -------- | -------- | ------- |
| 2023     | KC       | 17    | 8     | 0     | 0     | 0        | 3     | 9     | 0        | 0           | .250  | 311   | 74.1     | 77       | 16          | 39       | 0     | 9        | 85       | 1     | 0        | 50    | 47       | 5.69     | 1.56    |
| 2024     | KC       | 26    | 25    | 0     | 0     | 0        | 9     | 9     | 0        | 0           | .500  | 548   | 129.0    | 123      | 19          | 39       | 1     | 11       | 123      | 3     | 1        | 70    | 65       | 4.53     | 1.26    |
| MLB：2年 | MLB：2年 | 43    | 33    | 0     | 0     | 0        | 12    | 18    | 0        | 0           | .400  | 890   | 203.1    | 200      | 35          | 78       | 1     | 20       | 208      | 4     | 1        | 120   | 112      | 4.96     | 1.37    |

- 2024年度シーズン終了時

### 年度別守備成績
| 年 度 | 球 団 | 投手（P） | 投手（P） | 投手（P） | 投手（P） | 投手（P） | 投手（P） |
| 年 度 | 球 団 | 試 合     | 刺 殺     | 補 殺     | 失 策     | 併 殺     | 守 備 率  |
| ----- | ----- | --------- | --------- | --------- | --------- | --------- | --------- |
| 2023  | KC    | 17        | 3         | 5         | 0         | 0         | 1.000     |
| 2024  | KC    | 26        | 9         | 11        | 4         | 0         | .833      |
| MLB   | MLB   | 43        | 12        | 16        | 4         | 0         | .875      |

- 2024年度シーズン終了時

### 背番号
- 67（2023年 ）
- 48（2024年 - ）